# Kamen Goranov
Kamen Goranov (n. 7 iunie 1948, Klisura, Plovdiv, Bulgaria) este un luptător ce a reprezentat Bulgaria, medaliat olimpic. A participat la o ediție a Jocurilor Olimpice (1976) în care a câștigat o medalie de argint.

## Participări
Lista de mai jos prezintă principalele competiții la care a participat Kamen Goranov de-a lungul carierei.
- wrestling at the 1976 Summer Olympics – men's Greco-Roman 100 kg[*]